# Gruta de las Maravillas
La gruta de las Maravillas es una cueva subterránea situada en la localidad española de Aracena, en la provincia de Huelva. Se encuentra a 114 km de Huelva. La entrada se sitúa en pleno casco urbano. La tradición popular narra que su descubridor fue un pastor, aunque la primera referencia histórica sobre su existencia data de 1886. Fue abierta al público en 1914, siendo la primera en España en hacerlo. Se encuentra situada en la calle Pozo de la Nieve de la ciudad de Aracena, junto a la Plaza de San Pedro.

## Estructura

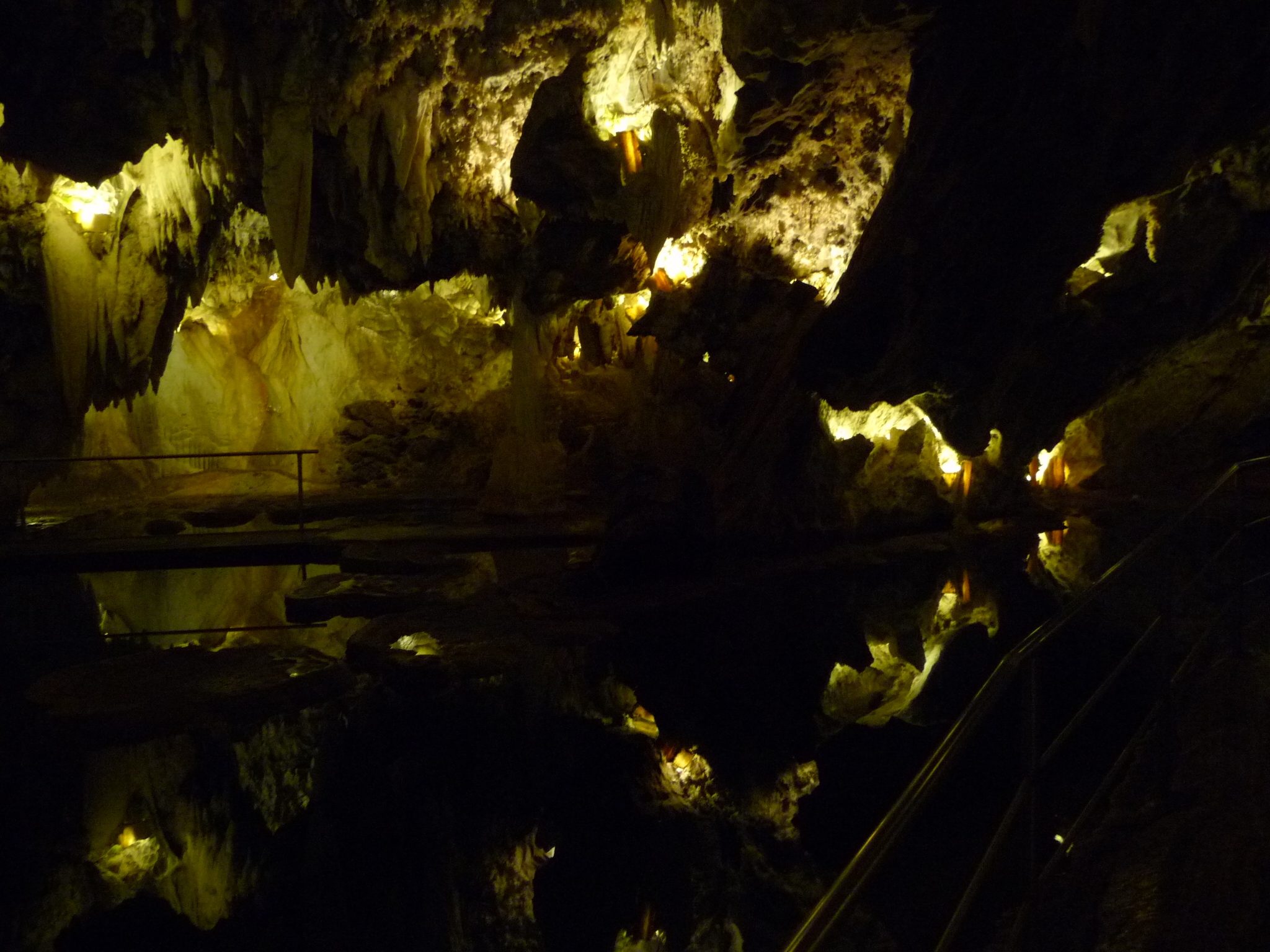
Interior de la gruta.

Es una cavidad freática originada por la acción erosiva disolutiva de las aguas sobre las rocas calizas del cerro del Castillo. La longitud total conocida de este complejo subterráneo es de 2130 m, de los que 1400 m son visitables. Se manifiesta en ella un conjunto de formaciones cársticas de extraordinaria belleza: estalactitas verticales y excéntricas, estalagmitas, coladas, cortinas listadas, aragonitos, coraloides, gours, etc. La belleza de los lagos, la amplitud de los espacios y la coloración de las variadísimas formaciones de estalactitas y estalagmitas.
La temperatura es constante durante todo el año y oscila entre 16 °C y 19 °C. La humedad relativa de aire varía entre el 98 % y casi el 100 %.

## Recorrido
Desde el salón de entrada se desciende por una escalera y desde lo alto del acceso se contempla, en toda su belleza y magnitud la Sala de las Conchas, una breve galería conduce hasta el Salón de los Brillantes. Por una corta escalinata se desciende al Salón del Gran Lago. 
Siguiendo hacia delante se puede observar el Salón de la Esmeralda, el Salón de la Cristalería de Dios y el Salón de los desnudos (nombre dado por la peculiar forma «faloide» de sus elementos).
- Salón de la Entrada → Sala de las Conchas → Breve galería → Salón del gran lago → Esmeralda, cristalería de Dios → Salón de los desnudos